# 2008 en handball
| Années du handball : 2005 - 2006 - 2007 - 2008 - 2009 - 2010 - 2011    |
| Décennies du handball : 1970 - 1980 - 1990 - 2000 - 2010 - 2020 - 2030 |

Cet article présente les faits marquants de l'année 2008 en handball.

## Par dates
- 8 au 17 janvier, Championnats d'Afrique féminin et féminin : disputée en Angola, la compétition voit la victoire de l'Angola dans le tournoi féminin, grâce à une victoire 39 sur la Côte d'Ivoire, et de l'Égypte chez les hommes, après une victoire 27 à 25 sur la Tunisie.
- 17 au 27 janvier, Championnat d'Europe masculin en Norvège : le Danemark remporte son premier titre européen en battant en finale la Croatie sur le score de 24 à 20. Celle-ci avait éliminé la France en demi-finale.
- 19 avril : en battant Toulouse sur le score de 36 à 34, lors de la 24e journée du championnat de France, Montpellier remporte, à deux journées de la fin du championnat, son 10e titre de champion de France.
- 11 mai :
  - finale retour de la Ligue des champions masculine : le club espagnol du BM Ciudad Real remporte pour la deuxlème fois la plus importante compétition de club en Europe en battant le club allemand de THW Kiel à Kiel 25 à 31 après avoir subi une défaite à domicile lors du match aller par 29 à 27. Le club espagnol réalise ainsi une saison parfaite après avoir remporté les 4 titres nationaux : Championnat,  Coupe ASOBAL, Coupe du Roi et Supercoupe.
  - finale retour de la Ligue des champions féminine : le club russe de Zvezda Zvenigorod remporte son premier titre européen face à l'Hypo Niederösterreich grâce à sa victoire 31 à 29 en Autriche après avoir remporté le match aller 25 à 24 à domicile.
- 9 au 24 août, Jeux olympiques de Pékin : chez les hommes, la France remporte la médaille d'or en battant en finale l'Islande. Chez les femmes, le tournoi olympique est remporté par la Norvège aux dépens de la Russie.
- 2 au 4 décembre, Championnat d'Europe féminin : la Norvège s'impose en finale face à l'Espagne par 34 à 21.

## Par compétitions

### Championnat d'Europe masculin
La 8e édition du Championnat d'Europe masculin a lieu en Norvège du 17 au 27 janvier 2008.
| \| \| Danemark \| \| \| Médaille d'or, Europe \| \| Croatie \| \| \| Médaille d'argent, Europe \| France \| \| Médaille d'argent, Europe \| Médaille de bronze, Europe \| | Statistique et récompenses - Meilleur joueur : Nikola Karabatic, France - Meilleur buteur : Lars Christiansen, Ivano Balić et Nikola Karabatic, 44 buts - Gardien : Kasper Hvidt, Danemark - Ailier gauche : Lars Christiansen, Danemark - Arrière gauche : Daniel Narcisse, France - Demi-centre : Ivano Balić, Croatie - Pivot : Frank Løke, Norvège - Arrière droit : Kim Andersson, Suède - Ailier droit : Florian Kehrmann, Allemagne - Défenseur : Igor Vori, Croatie |
| | Danemark |
| | Médaille d'or, Europe |
| Croatie | |
| Médaille d'argent, Europe | France |
| Médaille d'argent, Europe | Médaille de bronze, Europe |

### Tournoi olympique masculin
La 11e édition du Tournoi masculin des Jeux olympiques a eu lieu à Pékin en Chine du 9 au 24 août 2008.
| \| \| France \| \| \| Médaille d'or, Jeux olympiques \| \| Islande \| \| \| Médaille d'argent, Jeux olympiques \| Espagne \| \| Médaille d'argent, Jeux olympiques \| Médaille de bronze, Jeux olympiques \| | Statistique et récompenses - Meilleur joueur : non attribué - Meilleur buteur : Juanín García, Espagne, 49 buts - Gardien de but : Thierry Omeyer, France - Arrière droit : Ólafur Stefánsson, Islande - Arrière gauche : Daniel Narcisse, France - Demi-centre : Snorri Steinn Guðjónsson, Islande - Pivot : Bertrand Gille, France - Ailier droit : Albert Rocas, Espagne - Ailier gauche : Guðjón Valur Sigurðsson, Islande |
| | France |
| | Médaille d'or, Jeux olympiques |
| Islande | |
| Médaille d'argent, Jeux olympiques | Espagne |
| Médaille d'argent, Jeux olympiques | Médaille de bronze, Jeux olympiques |

### Tournoi olympique féminin
La 9e édition du Tournoi masculin des Jeux olympiques a lieu à Pékin en Chine du 9 au 24 août 2008.
| \| \| Danemark \| \| \| Médaille d'or, Jeux olympiques \| \| Corée du Sud \| \| \| Médaille d'argent, Jeux olympiques \| Ukraine \| \| Médaille d'argent, Jeux olympiques \| Médaille de bronze, Jeux olympiques \| | Statistique et récompenses - Meilleure joueuse : non attribué - Meilleure marqueuse : Ramona Maier, Roumanie, 56 buts - Gardienne de but : Katrine Lunde Haraldsen, Norvège - Ailière gauche : Orsolya Verten, Hongrie - Arrière gauche : Lioudmila Postnova, Russie - Demi-centre : Oh Seong-ok, Corée du Sud - Pivot : Else-Marthe Sørlie-Lybekk, Norvège - Arrière droit : Irina Bliznova, Russie - Ailière droite : Ramona Maier, Roumanie |
| | Danemark |
| | Médaille d'or, Jeux olympiques |
| Corée du Sud | |
| Médaille d'argent, Jeux olympiques | Ukraine |
| Médaille d'argent, Jeux olympiques | Médaille de bronze, Jeux olympiques |

### Championnat d'Europe féminin
La 8e édition du Championnat d'Europe féminin a lieu en Macédoine du 2 au 14 décembre 2008.
| \| \| Norvège \| \| \| Médaille d'or, Europe \| \| Espagne \| \| \| Médaille d'argent, Europe \| Russie \| \| Médaille d'argent, Europe \| Médaille de bronze, Europe \| | Statistique et récompenses - Meilleure joueuse : Kristine Lunde-Borgersen, Norvège - Meilleure marqueuse : Linn-Kristin Riegelhuth, Norvège, 51 buts - Meilleure gardienne de but : Katrine Lunde Haraldsen, Norvège - Meilleure ailière gauche : Valentina Neli Ardean Elisei, Roumanie - Meilleure arrière gauche : Tonje Larsen, Norvège - Meilleure demi-centre : Kristine Lunde-Borgersen, Norvège - Meilleure pivot : Begoña Fernández, Espagne - Meilleure arrière droite : Grit Jurack, Allemagne - Meilleure ailière droite : Linn-Kristin Riegelhuth, Norvège - Meilleure joueuse en défense : Nadejda Mouravieva, Russie |
| | Norvège |
| | Médaille d'or, Europe |
| Espagne | |
| Médaille d'argent, Europe | Russie |
| Médaille d'argent, Europe | Médaille de bronze, Europe |

## Meilleurs handballeurs de l'année 2008
Le 9 octobre 2009, les résultats de l'élection des meilleurs handballeurs de l'année 2008 ont été dévoilés par la Fédération internationale de handball : la norvégienne Linn-Kristin Riegelhuth et le français Thierry Omeyer,.
Si cette élection a longtemps été sujette à caution puisqu'elle était conduite par la Fédération internationale (IHF) via les lecteurs de son organe de communication, le périodique World Handball Magazine, c'est ici un jury d'experts qui désigne le lauréat et la lauréate. Néanmoins, la composition du jury et les autres nommés ne sont pas connus.
| Rang | Joueuse                 | Nationalité | Club(s)   | Poste          | Votes |
| ---- | ----------------------- | ----------- | --------- | -------------- | ----- |
| 1    | Linn-Kristin Riegelhuth | Norvège     | Larvik HK | Ailière droite | ?     |
| 2    | ?                       | ?           | ?         | ?              | ?     |

| Rang | Joueur         | Nationalité | Club(s)  | Poste          | Votes |
| ---- | -------------- | ----------- | -------- | -------------- | ----- |
| 1    | Thierry Omeyer | France      | THW Kiel | Gardien de but | ?     |
| 2    | ?              | ?           | ?        | ?              | ?     |

## Bilan de la saison 2007-2008 en club

### Coupes d'Europe
| Compétition         | Vainqueur           | Finaliste                 | Score   |
| ------------------- | ------------------- | ------------------------- | ------- |
| Ligue des champions | Zvezda Zvenigorod   | Hypo Niederösterreich     | 56 – 53 |
| Coupe des coupes    | Larvik HK           | CS Rulmentul-Urban Brasov | 50 – 40 |
| Coupe de l'EHF      | HC Dinamo Volgograd | C.S. Itxako-Navarra       | 50 – 45 |
| Coupe Challenge     | VfL Oldenburg       | Mérignac Handball         | 60 – 51 |

| Compétition         | Vainqueur      | Finaliste          | Score   |
| ------------------- | -------------- | ------------------ | ------- |
| Ligue des champions | BM Ciudad Real | THW Kiel           | 58 – 54 |
| Coupe des coupes    | Veszprém KSE   | Rhein-Neckar Löwen | 65 – 60 |
| Coupe de l'EHF      | HSG Nordhorn   | FC Copenhague      | 60 – 57 |
| Coupe Challenge     | CS UCM Reșița  | Alpla HC Hard      | 54 – 47 |

### Saison 2007-2008 en France
|       | Compétition            | Vainqueur         | Second                   | Score   |
| ----- | ---------------------- | ----------------- | ------------------------ | ------- |
| Masc. | Championnat de France  | Montpellier AHB   | Chambéry Savoie Handball | +4 pts  |
| Masc. | Coupe de France        | Montpellier AHB   | Paris Handball           | 28 – 26 |
| Masc. | Coupe de la Ligue      | Montpellier AHB   | US Créteil               | 26 – 23 |
| Fém.  | Championnat de France  | HB Metz métropole | Le Havre AC              | –       |
| Fém.  | Pas de Coupe de France |                   |                          |         |
| Fém.  | Coupe de la Ligue      | HB Metz métropole | CJF Fleury-Les-Aubrais   | 36 – 30 |

### Saison 2007-2008 en Espagne
|       | Compétition           | Vainqueur      | Second       | Score   |
| ----- | --------------------- | -------------- | ------------ | ------- |
| Masc. | Championnat d'Espagne | BM Ciudad Real | FC Barcelone | +2 pts  |
| Masc. | Coupe du Roi          | BM Ciudad Real | FC Barcelone | 31 – 30 |
| Masc. | Coupe ASOBAL          | BM Ciudad Real | Ademar León  | 25 – 23 |
| Masc. | Supercoupe            | BM Ciudad Real | FC Barcelone | 32 – 30 |

### Saison 2007-2008 en Allemagne
|       | Compétition             | Vainqueur | Second                 | Score   |
| ----- | ----------------------- | --------- | ---------------------- | ------- |
| Masc. | Championnat d'Allemagne | THW Kiel  | SG Flensburg-Handewitt | +7 pts  |
| Masc. | Coupe d'Allemagne       | THW Kiel  | HSV Hambourg           | 32 – 29 |
| Masc. | Supercoupe              | THW Kiel  | SG Kronau-Östringen    | 41 – 31 |

## Naissances et décès
Parmi les personnalités du handball décédées en 2008, on trouve notamment :
- 2 février :  Heinrich Dahlinger (à 85 ans)